# Allée couverte von Mélus
Die Allée couverte von Mélus gehört zu den zwischen 3000 und 2500 v. Chr. errichteten jungsteinzeitlichen Galeriegräbern. Sie liegt bei Loguivy de la Mer, im französischen Département Côtes-d’Armor in der Bretagne auf der Hochebene von Ploubazlanec mit Blick auf die Mündung des Flusses Trieux. Die Allée couverte wurde 1933 von G. Fournier ausgegraben.

## Beschreibung
Die Allée couverte unterscheidet sich von den normalen Galerien durch die laterale und nicht axiale Position ihres Zugangs. Ihr für bretonische Anlagen seltener Seitenzugang, (wie bei Crec’h Quillé, Petit-Chêne und La Roche Camio) ist für die weitaus älteren Ganggräber der nordischen Trichterbecherkultur (TBK) typisch. Die 14,5 m lange Galerie besteht aus 24 Granitblöcken, die mit der ebenen Fläche nach innen, als Tragsteine aufgestellt wurden, und neu erhaltenen (von vermutlich 10) Decksteinen. Die etwa West-Ost orientierte Anlage kann durch eine enge Öffnung im Süden betreten werden und wurde ursprünglich von einem Erdhügel bedeckt.

## Funde
Die Bodensäure hatte menschliche Überreste aufgelöst. Allerdings sind ein Dutzend großer Feuersteinklingen (zwei von Grand Pressigny), acht geschliffene Steinäxte, vier fast vollständigen Vasen und zahlreiche Tonscherben gefunden worden.
Das Promontory Fort von Roch'an Evned (franz. Promontoire préhistorique barré de Roch'an Evned) liegt bei Loguivy-de-la-Mer, in der Nähe der Allée couverte von Mélus.

Allée couverte von Mélus
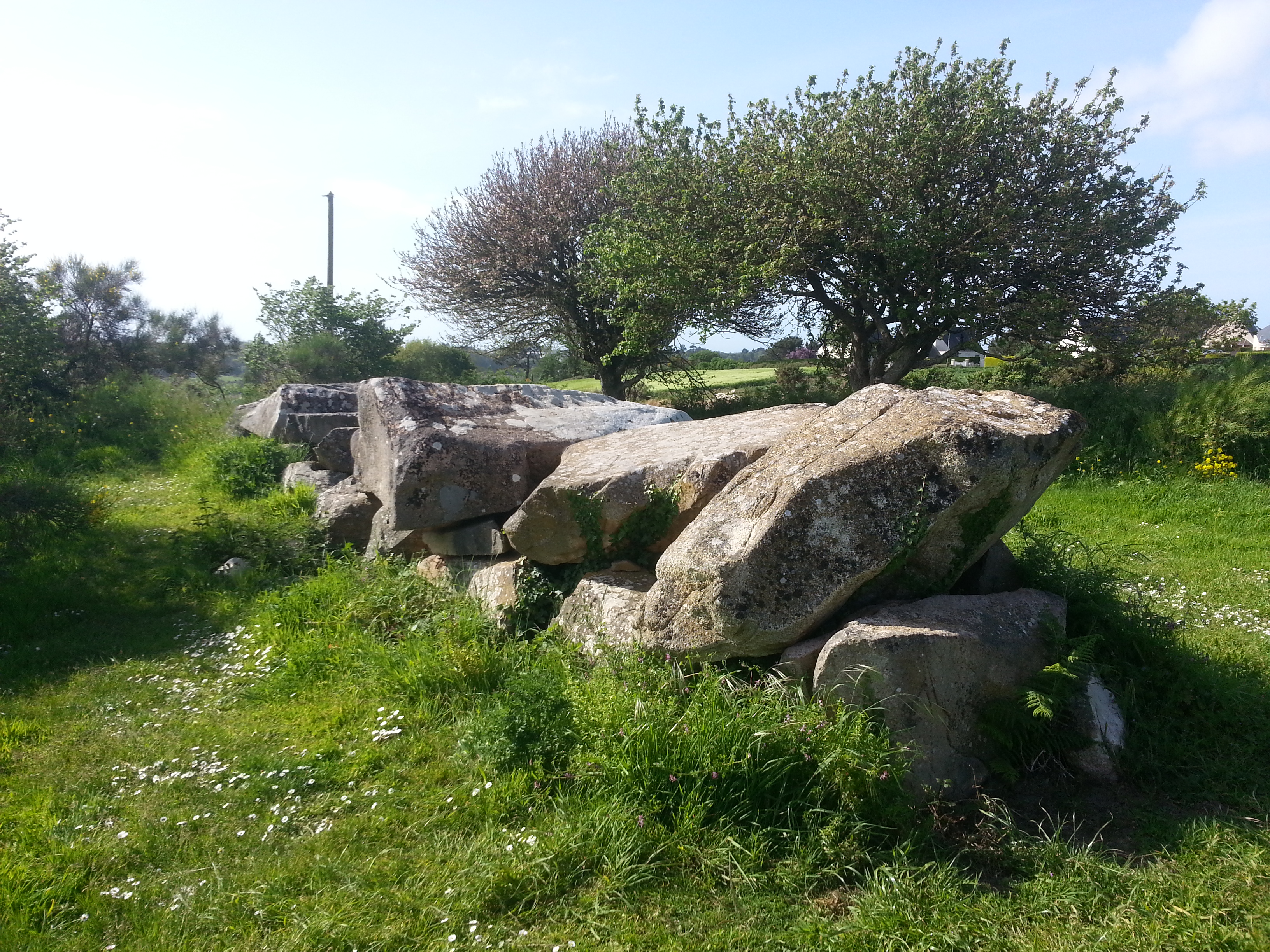
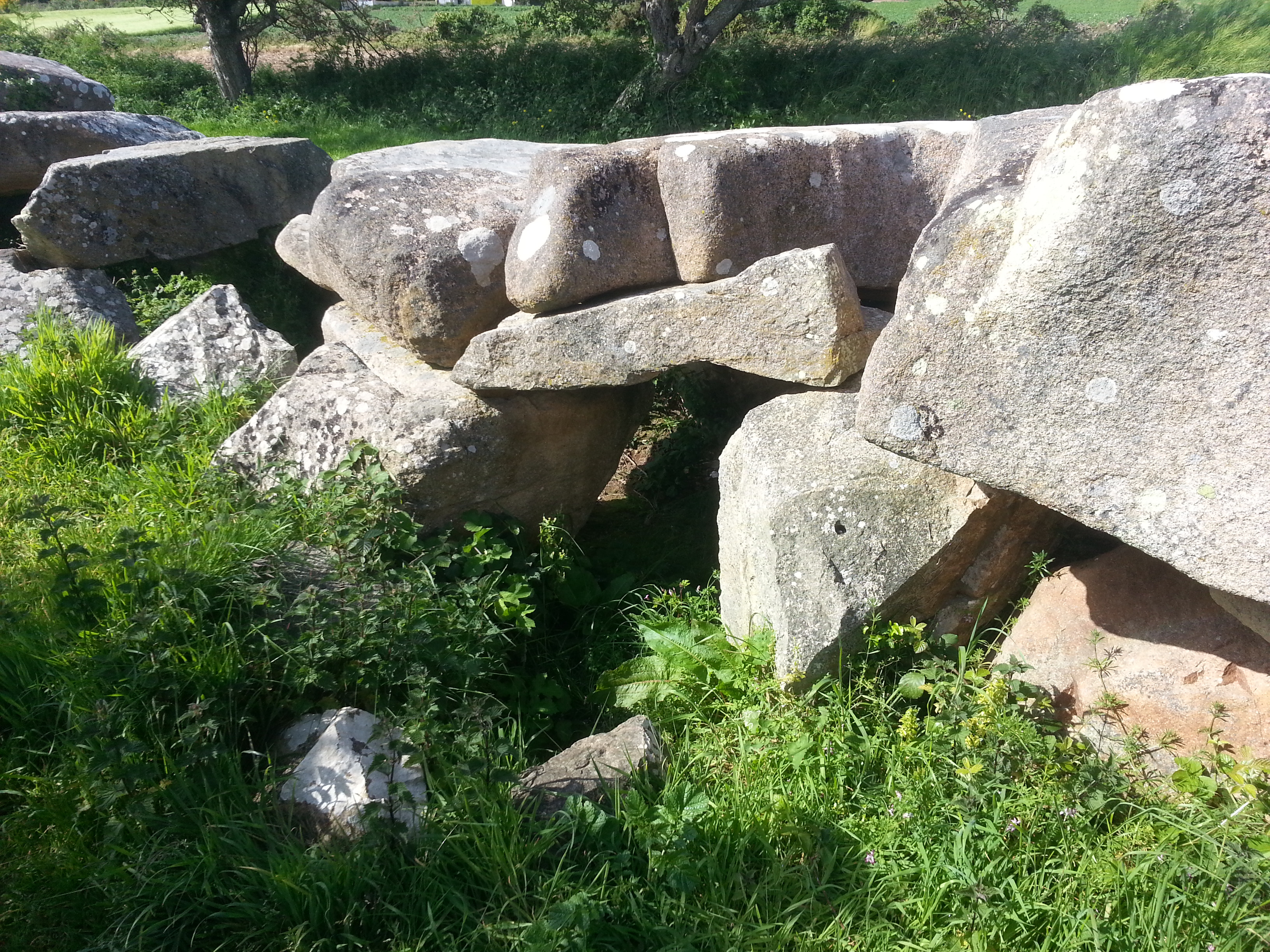